# 神圣放逐乐队
神圣放逐乐队（日语：神聖かまってちゃん）是一支出身於日本千葉縣的搖滾樂團。

## 概述
2008年組成。在Youtube和niconico動畫等上載自制的PV，還定期在niconico直播和TwitCasting等作定期的廣播，一邊活動著。因為網路上的活動而出名，成為主流後，擴大了電視上的演出等活動篇幅。
簡稱「かまってちゃん」、「SKC」等。

## 成員
mono（1985年12月16日 - ）
队长，鍵盤手，声码器，原名海藤佑季也，出生于千叶县我孫子市，和の子，原贝斯手从幼稚园起就是同学，曾在2013年3月和粉丝结婚，于2017年10月离婚。
（1985年6月16日 - ）
主唱，吉他手，作词，作曲，原名大岛亮介，出生于纽约，随后移居千叶县我孫子市，の子名字的由来是他认为の子这个名字不男不女，且比较可爱。中学时代曾遭遇过校园霸凌，这些经历也反映在他日后的音乐创作中。
（1985年10月11日 - ）
鼓手与和唱，原名铃木美早子，出生于日本千叶县野田市。从小学到高中都在吹奏乐器。大学毕业后，通过网络招募加入乐队。
ユウノスケ（1999年11月16日（25歲）-）
負責低音及合唱。
他原本是一名粉絲，在作為粉絲期間，他會在現場表演中露面，甚至在歌曲“Criminal Yobikun”中彈奏吉他。離開 Chibagin 後，他答應樂團招募支援成員的加入了樂團。
2020年3月27日，作為助演成員加入樂隊，參加“Dennou Cyberpunk Tour”的現場演出。 2021年3月17日，の子請Pmaru。讓他參與並貢獻了歌曲，錄製了《 Totemo Daisuki!》，由Shinsei Kamattechan 表演。 2023 年 10 月 25 日，他將與其他成員一起出現在藝人照片中，並登上他們最熱門專輯《Sei naru Kousaten》的封面。 2024年5月24日，他終於以正式成員身分加入。
他是青森郡人，在團員中被稱為「青森旅遊大使」。他從大學退學並成為一名配角。學生時期曾屬於輕音樂社。他目前正在從事兼職工作，同時也追求這項職業。
他偶爾會參加其他成員的直播，在 の子 37 歲生日直播期間，他模仿朝日超爽啤酒廣告並想出自己的簽名片段來娛樂觀眾。
使用基礎
・船員瘋狂聲音 NPB
　這是一把紅色的Precision Bass，他自己對它進行了許多定制，例如將拾音器改為 K&T P-64，將琴橋改為 BADASS 的琴橋。
前成員
（1985年12月11日 - ）
貝斯手与和唱，原名佐久间大作
2019年5月宣佈退團發表，並於2020年正式退團。

## 音樂作品

### 獨立創作：專輯
| 張數 | 發行日期       | 名稱 | 最高排名 |
| ---- | -------------- | ---- | -------- |
| 1st  | 2010年3月10日  |      | 43位     |
| 2nd  | 2010年12月22日 |      | 16位     |
| 3rd  | 2010年12月22日 |      | 17位     |
| 4th  | 2011年8月31日  |      | 9位      |
| 5th  | 2012年11月14日 |      | 31位     |
| 6th  | 2014年9月10日  |      | 20位     |
| 7th  | 2016年7月6日   |      | 28位     |
| 8th  | 2017年9月6日   |      | 27位     |
| 9th  | 2018年7月4日   |      | 36位     |
| 10th | 2020年1月8日   |      | 18位     |

### 單曲
《露露醬的自殺直播》（日語：るるちゃんの自殺配信）由神聖かまってちゃん製作，MV首次發表於2020年1月8日，收錄於專輯《児童カルテ》中。

### 精選輯
| 張數 | 發行日期       | 名稱                | 最高排名 | 備註                             |
| ---- | -------------- | ------------------- | -------- | -------------------------------- |
| 1st  | 2010年7月7日   | 夕方のピアノ        | 27位     | 4000枚限定曲                     |
| 2nd  | 2011年4月1日   | レッツゴー武道館っ! | -        | ライブ会場限定曲                 |
| 3rd  | 2011年4月27日  | Os-宇宙人           | 15位     | 「大龜明日香、神聖放逐樂隊」名義 |
| 4th  | 2012年3月28日  |                     | 28位     | 「B.B.QUEENS、神聖放逐樂隊」名義 |
| 5th  | 2012年10月10日 |                     | 20位     |                                  |
| 6th  | 2014年4月9日   | フロントメモリー    | 20位     | 4946枚限定曲                     |
| 7th  | 2014年5月28日  | ロボットノ夜        | -        | 配信限定曲                       |
| 8th  | 2014年6月25日  | ズッ友              | 34位     | 5963枚限定曲                     |
| 9th  | 2017年4月1日   |                     | -        | 配信限定曲                       |
| 10th | 2017年4月2日   |                     | -        | 配信限定曲                       |
| 11th | 2017年5月24日  |                     | 40位     |                                  |
| 12th | 2018年5月11日  |                     | -        | 配信限定曲                       |
| 13th | 2019年8月11日  | ディレイ            | -        | 配信限定曲                       |
| 14th | 2019年10月11日 | 毎日がニュース      | -        | 配信限定曲                       |
| 15th | 2020年12月8日  | 僕の戦争 (TV size)  |          | 配信限定曲                       |
| 15th | 2021年2月22日  | 僕の戦争            |          | 配信限定曲                       |

| 張數 | 發行日期      | 名稱 | 最高排名 |
| ---- | ------------- | ---- | -------- |
| 1st  | 2015年6月24日 |      | 28位     |

## 電影
- 草食男之桃花期（2011年）
- Saitama no rapper 3（2012年）

## 外部連結
- 神圣放逐乐队官方網站 （页面存档备份，存于）
- 神圣放逐乐队特別頁面：Warner Music Japan
- 神圣放逐乐队：Warner Music Japan （页面存档备份，存于）
- 神圣放逐乐队niconico直播 （页面存档备份，存于）
- 神圣放逐乐队的Discogs页面 （英文）
- の子的X（前Twitter）
- mono的X（前Twitter）
- ちばぎん的X（前Twitter）
- みさこ的X（前Twitter）